# Carlin Motorsport

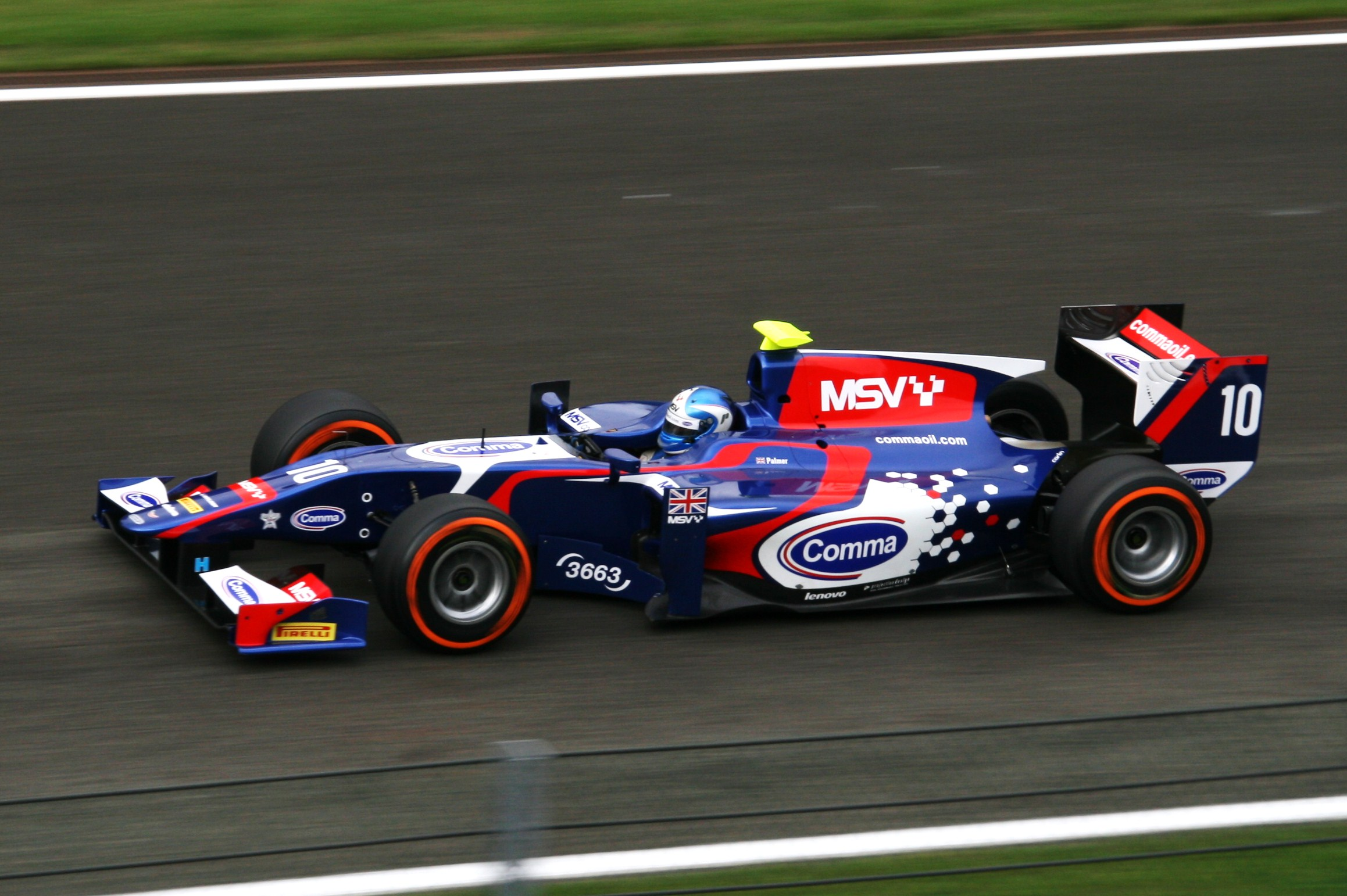
Jolyon Palmer beim Sprintrennen der GP2-Serie in Spa-Francorchamps 2013

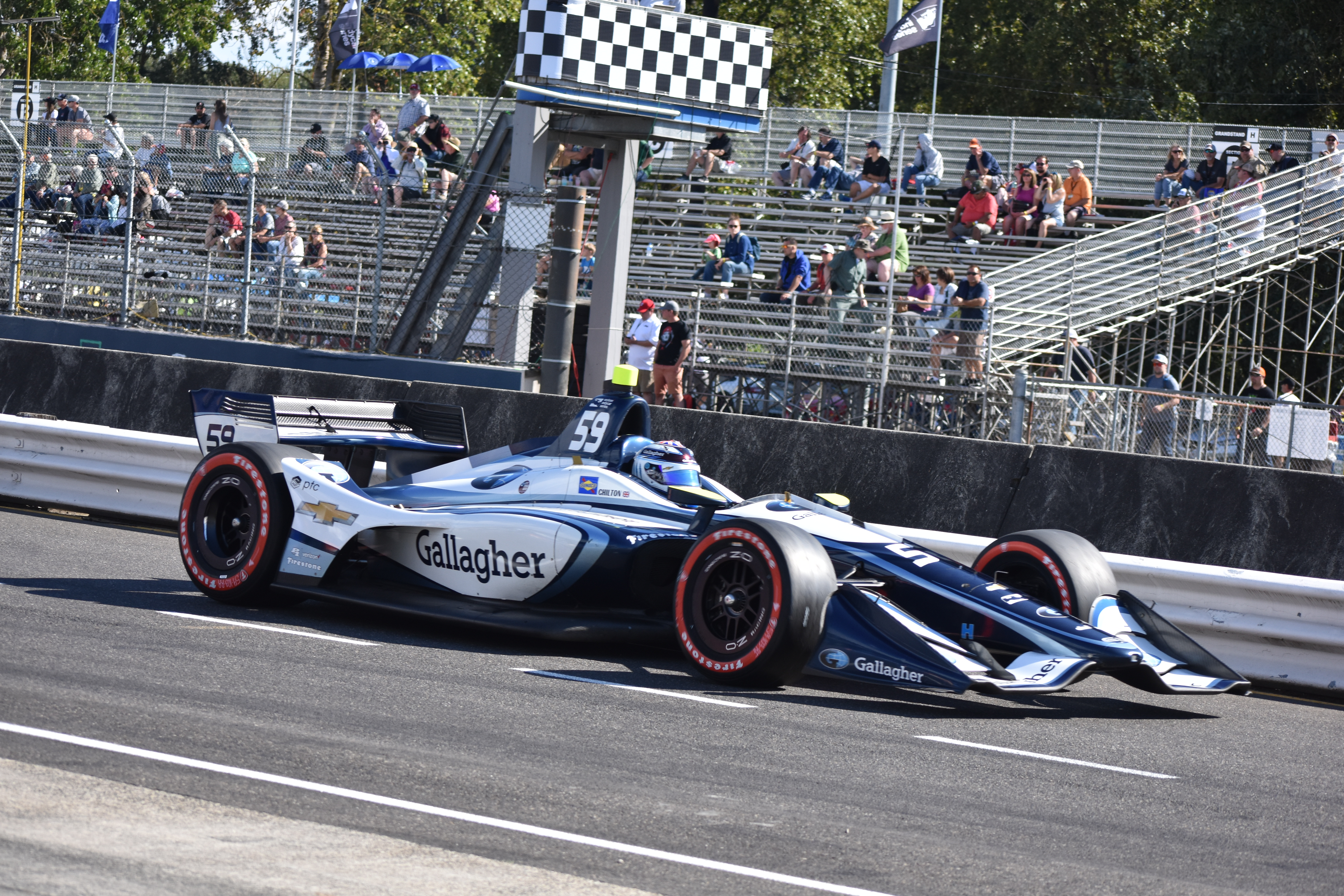
Max Chilton beim IndyCar-Rennen in Portland 2018

Rodin Carlin, ehemals Carlin und Carlin Motorsport, ist ein britisches Motorsportteam. Aktuell ist der Rennstall in der britischen Formel-3-Meisterschaft, der FIA-Formel-2-Meisterschaft, der GP2-Asia-Serie, der FIA-Formel-3-Meisterschaft, der IndyCar Series und F1 Academy aktiv.

## Geschichte
Der Rennstall wurde 1996 als Carlin Motorsport von Trevor Carlin, der zuvor in der Teamleitung von Bowman Racing und West Surrey Racing aktiv war, und Martin Stone gegründet. Carlin ist seit 1997 in der britischen Formel-3-Meisterschaft aktiv. Mit Takuma Satō (2001), Alan van der Merwe (2003), Álvaro Parente (2005), Jaime Alguersuari (2008), Daniel Ricciardo (2009) und Jean-Éric Vergne (2010) gewannen sechs Carlin-Fahrer den Meistertitel der britischen Formel 3. 2001 war das Team im Porsche Supercup aktiv.
Seit 2003 nimmt Carlin an der World Series by Renault (ehemals World Series by Nissan) teil. Das Team wurde zweimal (2004 und 2009) Zweiter in der Teamwertung. 2010 gewann Carlin mit Michail Aljoschin erstmals die Fahrerwertung in dieser Serie. Von 2004 bis 2007 war das Team zudem in der britischen Formel BMW aktiv. 2007 nahm Carlin einmalig am Formel Renault 2.0 Eurocup und an der britischen Formel Renault teil.
Von 2005 bis 2009 war Carlin in der A1GP vertreten und betreute die Teams von Portugal (2005/2006), Japan (2005/2006), dem Libanon (2005–2008) und Korea (2008/2009). 2008 und 2009 war Carlin zudem in der Formel-3-Euroserie vertreten. Die beste Teamplatzierung war ein achter Platz 2009.
Ende 2009 wurde der Rennstall nach einem Investment durch Capsicum Motorsport zu einem Joint-Venture-Unternehmen umstrukturiert. Seither trat man unter dem Namen Carlin auf.
2010 stieg Carlin zudem in die neugegründete GP3-Serie ein und beendete die Saison auf dem fünften Platz. Bester Pilot war Dean Smith, der 2010 Siebter geworden war. Ab 2011 war Carlin außerdem in der GP2-Serie und der GP2-Asia-Serie vertreten.
2014/15 betreute Carlin auch die Renneinsätze von Mahindra Racing in der neugegründeten FIA-Formel-E-Meisterschaft. Nach der enttäuschenden ersten Saison trennte sich Mahindra von Carlin.
2018 stieg Carlin mit zwei Fahrzeugen in die IndyCar Series ein. Fahrer waren Max Chilton und Charlie Kimball, die bereits in Formel-3-Serien für Carlin gefahren sind. Beste Platzierung war ein fünfter Platz von Chilton in Toronto. Chilton und Kimball belegten am Ende der Saison die Plätze 17 und 19. 2019 startete Carlin wieder mit zwei Wagen und setzte beim Indy 500 einen dritten Wagen ein. Von den drei Fahrzeugen konnte sich jedoch nur eines für das Rennen qualifizieren.
2023 wurden die bislang von Capsicum gehaltenen Unternehmensanteile an Rodin Cars verkauft, die somit Mehrheitseigentümer geworden sind. Der Rennstall wurde im Zuge dessen in Rodin Carlin umbenannt.